# جمهوری چچن ایچکریا
جمهوری چچن ایچکریا (چچنی: Nóxçiyn Paçẋalq Noxçiyçö/Içkeria) نام دولتی غیررسمی است که از ۱۹۹۱ تا ۲۰۰۰ در روسیه کنونی موجودیت داشت. این جمهوری در سال ۱۹۹۱ توسط جوهر دودایف اعلام استقلال کرد که نتیجه این استقلال جنگ نخست چچن و جنگ دوم چچن با روسیه بود.

## ریشه نام
نام «ایچکریا» از رودخانه ایسکرک در جنوب شرقی چچن گرفته شده است، که نهر کوچکی است که به بلکا، شاخه‌ای از سونژا ، می‌ریزد .  این اصطلاح برای اولین بار در یک سند روسی توسط سرهنگ کنستانتین بلویچ از سال ۱۸۳۶ به عنوان «ایسکریا» ذکر شده است.  این اصطلاح در ابتدا به عنوان نام خارجی برای چچنی‌ها استفاده می‌شد ، که در عوض به این چشم‌انداز به عنوان «نوخچی-موکسک» (سرزمین‌های چچن) اشاره می‌کردند.  در قرن نوزدهم، روس‌ها شروع به استفاده از آن به عنوان یک نام مکانی کردند . 

## تاریخچه

### اعلامیه استقلال
در نوامبر ۱۹۹۰، جوهر دودایف به عنوان رئیس کمیته اجرایی کنگره ملی چچن (NCChP) که یک اپوزیسیون غیررسمی بود، انتخاب شد  ، که از حاکمیت چچن به عنوان یک جمهوری جداگانه در اتحاد جماهیر شوروی حمایت می‌کرد .
در ۸ ژوئن ۱۹۹۱، به ابتکار جوهر دودایف، بخشی از نمایندگان اولین کنگره ملی چچن در گروزنی گرد هم آمدند که خود را کنگره سراسری مردم چچن (OKChN) اعلام کرد.  پس از این، جمهوری چچن (نوخچی-چو) اعلام شد.  یک ماه بعد، این جمهوری خودخوانده به عنوان یک کشور مستقل اعلام شد. 
کودتای شوروی در ۱۹ آگوست ۱۹۹۱ جرقه‌ای برای انقلاب چچن شد .  در ۲۱ آگوست، OKChN خواستار سرنگونی شورای عالی جمهوری سوسیالیستی چچن-اینگوش شد.  در ۶ سپتامبر ۱۹۹۱، جوخه‌های OKChN مقر محلی KGB را تصرف کردند و ساختمان شورای عالی را به تصرف خود درآوردند. [۲۰] [۲۶] پس از انقلاب، OKChN خود را تنها مرجع مشروع در منطقه اعلام کرد. [۲۰] [۲۶] در ۲۷ اکتبر ۱۹۹۱  به عنوان  ۲۰  در سمت جدید  ۱ نوامبر ۱۹۹۱ اعلامیه استقلال یکجانبه صادر کرد.  اعلام شده او تبدیل چچن-اینگوش به یک جمهوری متحد در روسیه بود. 
دودایف ۶۴۰ زندانی را از زندانی در گروزنی آزاد کرد که بسیاری از آنها محافظ شخصی او شدند.  در میان زندانیان ، روسلان لابازانوف نیز حضور داشت که به جرم سرقت مسلحانه و قتل در حال گذراندن دوران محکومیت خود بود و بعداً رهبری یک گروه شبه‌نظامی طرفدار دودایف را بر عهده گرفت.  با تجمع جدایی‌طلبان مسلح در گروزنی، بوریس یلتسین، رئیس جمهور روسیه ، تلاش کرد تا در منطقه وضعیت اضطراری اعلام کند، اما تلاش‌های او توسط پارلمان روسیه خنثی شد.  تلاش اولیه مقامات روسی برای مقابله با نیروهای طرفدار استقلال در نوامبر ۱۹۹۱ تنها پس از سه روز به پایان رسید. 
بر اساس مقاله‌ای که در ابتدا توسط نشریه تحت حمایت کرملین، کومسومولسکایا پراودا ، منتشر شد و در اوایل سال ۱۹۹۲ توسط گاردین بازنشر شد ، گفته می‌شود که دودایف فرمانی را امضا کرده است که استرداد مجرمان را به هر کشوری که چچن را به رسمیت نمی‌شناسد، غیرقانونی اعلام می‌کند.  پس از اینکه به او اطلاع داده شد که دولت روسیه استقلال چچن را به رسمیت نمی‌شناسد، اعلام کرد که روسیه را به رسمیت نمی‌شناسد.  گروزنی به پناهگاهی برای جرایم سازمان‌یافته تبدیل شد، زیرا دولت قادر یا مایل به مهار فعالیت‌های مجرمانه نبود. 
دولت دودایف قانون اساسی جمهوری چچن را تدوین کرد که در مارس ۱۹۹۲ معرفی شد.  در همان ماه، درگیری‌های مسلحانه بین جناح‌های طرفدار و مخالف دودایف رخ داد که منجر به اعلام وضعیت اضطراری توسط دودایف شد.  چچن و اینگوشتیا در ۴ ژوئن ۱۹۹۲ از هم جدا شدند .  رابطه بین دودایف و پارلمان رو به وخامت گذاشت و در ژوئن ۱۹۹۲ او پارلمان را منحل کرد و حکومت مستقیم ریاست جمهوری را برقرار نمود. 
در اواخر اکتبر ۱۹۹۲، نیروهای فدرال برای پایان دادن به درگیری اوستیا و اینگوش اعزام شدند . در حالی که نیروهای روسی مرز بین چچن و اینگوش را برای جلوگیری از ارسال سلاح مسدود کرده بودند، دودایف تهدید کرد که در صورت عدم عقب‌نشینی روس‌ها، اقدام خواهد کرد.  نیروهای روسی و چچنی متقابلاً با عقب‌نشینی موافقت کردند و این حادثه به طور مسالمت‌آمیز پایان یافت. 
درگیری‌هایی بین هواداران و مخالفان دودایف در آوریل ۱۹۹۳ رخ داد. رئیس جمهور، وزیر کشور، شارپودین لارسانوف، را پس از امتناع او از متفرق کردن معترضان، برکنار کرد.  مخالفان، رفراندوم عدم اعتماد علیه دودایف را برای ۵ ژوئن ۱۹۹۳ برنامه‌ریزی کردند.  دولت ارتش و پلیس ضد شورش را برای جلوگیری از برگزاری رأی‌گیری مستقر کرد که منجر به خونریزی شد. 
پس از یک کودتای دیگر در دسامبر ۱۹۹۳، مخالفان یک شورای موقت را به عنوان یک دولت جایگزین بالقوه برای چچن سازماندهی کردند  و از مسکو درخواست کمک کردند.
در ۱۴ ژانویه ۱۹۹۴، با فرمان دودایف، جمهوری چچن (نوخچی-چو) به جمهوری چچن ایچکریا تغییر نام داد. 

### جنگ اول
نوشتار اصلی: جنگ اول چچن
احساس عمومی بی‌قانونی در چچن در هفت ماه اول سال ۱۹۹۴ افزایش یافت، زمانی که چهار حادثه هواپیماربایی رخ داد که شامل افرادی بود که سعی در فرار از کشور داشتند.  در ماه مه ۱۹۹۴، لابازانوف تغییر موضع داد و جنبش ضد دودایف نیسو را تأسیس کرد.  در ژوئیه ۱۹۹۴، ۴۱ مسافر سوار بر اتوبوسی در نزدیکی مینرالنیه وودی توسط آدم‌ربایانی که ۱۵ میلیون دلار و هلیکوپتر درخواست کرده بودند، ربوده شدند.  پس از این حادثه، دولت روسیه آشکارا شروع به حمایت از نیروهای مخالف در چچن کرد. 
در اوت ۱۹۹۴، عمر آوتورخانوف، رهبر شورای موقت طرفدار روسیه، حمله‌ای را علیه نیروهای طرفدار دودایف آغاز کرد.  دودایف دستور بسیج ارتش چچن را داد و در پاسخ به حمایت روسیه از مخالفان سیاسی خود، روسیه را به جهاد تهدید کرد. 
در نوامبر ۱۹۹۴، نیروهای آوتورخانوف تلاش کردند تا به شهر گروزنی حمله کنند ، اما توسط نیروهای دودایف شکست خوردند.  دودایف قصد خود را برای تبدیل چچن به یک کشور اسلامی اعلام کرد و اظهار داشت که به رسمیت شناختن شریعت راهی برای مبارزه با تجاوز روسیه است.  او همچنین قول داد که شورشیان چچنی دستگیر شده را طبق قانون اسلامی مجازات کند و تهدید کرد که زندانیان روسی را اعدام خواهد کرد. 
جنگ اول چچن در دسامبر ۱۹۹۴ آغاز شد، زمانی که نیروهای روسی برای مبارزه با نیروهای جدایی‌طلب به چچن اعزام شدند.  در طول نبرد گروزنی (۱۹۹۴-۱۹۹۵) ، جمعیت شهر از ۴۰۰۰۰۰ نفر به ۱۴۰۰۰۰ نفر کاهش یافت.  بیشتر غیرنظامیانی که در شهر گیر افتاده بودند، روس‌های مسن بودند، زیرا بسیاری از چچنی‌ها شبکه‌های حمایتی از اقوام ساکن در روستاها داشتند که آنها را در خود جای می‌دادند. 
وزیر سابق صنایع شیمیایی و پالایش نفت اتحاد جماهیر شوروی، سالامبک خاجیف، در نوامبر ۱۹۹۴ به عنوان رهبر دولت رسماً شناخته شده چچن منصوب شد.  این درگیری پس از شکست روسیه در نبرد گروزنی در اوت ۱۹۹۶ پایان یافت. 

### دوره بین دو جنگ جهانی (۱۹۹۶–۱۹۹۹)
به گفته منابع روسی، پس از خروج نیروهای روسی، جرم و جنایت شایع شد و آدم‌ربایی و قتل در پی جنگ گروه‌های شورشی رقیب برای تصرف قلمرو، چند برابر شد.  در دسامبر ۱۹۹۶، شش نفر از کارکنان صلیب سرخ کشته شدند و در نتیجه اکثر امدادگران خارجی کشور را ترک کردند. 
انتخابات پارلمانی و ریاست جمهوری در ژانویه ۱۹۹۷ در چچن برگزار شد و اصلان مسخدوف را به قدرت رساند . این انتخابات آزاد و عادلانه تلقی شد، اما هیچ دولتی استقلال چچن را به رسمیت نشناخت، به جز امارات اسلامی افغانستان .  طبق مقاله‌ای در مسکو تایمز در سال ۱۹۹۷، پناهندگان قومی روس با تهدید و ارعاب از بازگشت به رأی دادن منع شدند و مقامات چچن از برپایی صندوق‌های رأی در خارج از جمهوری خودداری کردند. 
مسخدوف در پی حفظ حاکمیت چچن بود و در عین حال مسکو را برای کمک به بازسازی این جمهوری که اقتصاد و زیرساخت‌های رسمی آن عملاً در جنگ روسیه علیه استقلال چچن از مسکو نابود شده بود، تحت فشار قرار داد. 
در ماه مه ۱۹۹۷، پیمان صلح روسیه و چچن توسط مسخدوف و یلتسین امضا شد.  روسیه به انتقال بودجه برای مدارس و بیمارستان‌ها در چچن و پرداخت حقوق بازنشستگی به ساکنان آن ادامه داد. مقداری از این پول توسط مقامات چچنی دزدیده و بین جنگ سالاران تقسیم شد.  نزدیک به نیم میلیون نفر (۴۰٪ از جمعیت چچن قبل از جنگ) در داخل کشور آواره شده و در اردوگاه‌های پناهندگان یا روستاهای پرجمعیت زندگی می‌کردند.  اقتصاد نابود شد. دو تیپ روسی در چچن مستقر بودند و آنجا را ترک نکردند.  مسخدوف با تجارت نفت در کشورهایی مانند بریتانیا ، تلاش‌هایی برای بازسازی کشور و پایتخت ویران شده آن، گروزنی، انجام داد . [ نیازمند منبع ]
چچن به دلیل جنگ روسیه علیه استقلال جمهوری تازه تأسیس، به شدت آسیب دیده بود و اقتصاد آن در حال فروپاشی بود.  به گفته منابع روسی، اصلان مسخدوف سعی داشت قدرت را در دستان خود متمرکز کند تا اقتدار ایجاد کند، اما در ایجاد یک دولت مؤثر یا یک اقتصاد کارآمد مشکل داشت . مسخدوف برای بازسازی زیرساخت‌های تخریب شده در نبردهای سنگین روسیه، ۲۶۰ میلیارد دلار غرامت جنگی از روسیه درخواست کرد، مبلغی معادل ۶۰٪ از تولید ناخالص داخلی روسیه. 
ویرانی‌های جنگ و فقدان فرصت‌های اقتصادی، تعدادی از چریک‌های مسلح سابق را بدون شغل رها کرد. مسلسل و نارنجک به صورت علنی و قانونی در بازار مرکزی گروزنی فروخته می‌شدند.  سال‌های استقلال، خشونت‌های سیاسی نیز به همراه داشت. در ۱۰ دسامبر ۱۹۹۸، منصور تاگیروف، دادستان ارشد چچن، هنگام بازگشت به گروزنی ناپدید شد. در ۲۱ ژوئن، رئیس امنیت چچن و یک فرمانده چریکی در یک مشاجره به یکدیگر شلیک کردند و یکدیگر را کشتند. خشونت داخلی در چچن در ۱۶ ژوئیه ۱۹۹۸ به اوج خود رسید، زمانی که درگیری بین نیروی گارد ملی مسخدوف به رهبری سلیم یامادایف (که در جنگ دوم به نیروهای طرفدار مسکو پیوست) و شبه‌نظامیان در شهر گودرمس آغاز شد . گزارش شده است که بیش از ۵۰ نفر کشته شده‌اند و وضعیت اضطراری در چچن اعلام شده است.  [ نیازمند منبع کامل ]
مسخدوف نشان داد که قادر به تضمین امنیت خط لوله نفتی که از دریای خزر از چچن عبور می‌کند ، نیست و بهره‌برداری غیرقانونی از نفت و اقدامات خرابکارانه ، رژیم او را از درآمدهای حیاتی محروم کرد و متحدانش را در مسکو خشمگین ساخت . در سال‌های ۱۹۹۸ و ۱۹۹۹، مسخدوف از چندین سوء قصد جان سالم به در برد که او سرویس‌های اطلاعاتی خارجی را مقصر آنها دانست.  منابع روسی معتقدند که علیرغم مذاکرات دشوار کرملین با مسخدوف و اختلاف نظر در مورد مناقشه چچن، این حملات احتمالاً از داخل چچن سرچشمه گرفته‌اند. 
در دسامبر ۱۹۹۸، دادگاه عالی اسلامی چچن، پارلمان چچن را به دلیل عدم تطابق با موازین شریعت، به حالت تعلیق درآورد.  پس از آنکه وخا ارسانوف ، معاون رئیس جمهور چچن ، به مخالفان پیوست، مسخدوف سمت او را لغو کرد که منجر به جنگ قدرت شد.  در فوریه ۱۹۹۹، رئیس جمهور مسخدوف اختیارات قانونگذاری را از پارلمان سلب کرد و شورای دولت اسلامی را تشکیل داد.  در همان زمان، چندین جنگ‌سالار برجسته سابق، شورای مهک، یک دولت اسلامی رقیب، را تأسیس کردند.  این شورا از ایجاد یک کنفدراسیون اسلامی در قفقاز شمالی، شامل مردم چچن، داغستان و اینگوش، حمایت کرد. 

### جنگ دوم و دوره شورش
نوشتار‌های اصلی: جنگ دوم چچن و شورش در قفقاز شمالی
در ۹ آگوست ۱۹۹۹، جنگجویان اسلام‌گرا از چچن به منطقه داغستان روسیه نفوذ کردند و آن را یک کشور مستقل اعلام کردند و خواستار جهاد تا زمان "بیرون راندن همه کافران" شدند.  این رویداد باعث مداخله روسیه و آغاز جنگ دوم چچن شد . با فرار تعداد بیشتری از مردم از مناطق جنگی چچن، رئیس جمهور مسخدوف تهدید کرد که مجازات شرعی را برای همه کارمندان دولت که خانواده‌های خود را از جمهوری خارج می‌کنند، اعمال خواهد کرد.  با این حال، این بار، تهاجم روسیه با مقاومت بسیار کمتری نسبت به جنگ اول چچن مواجه شد. درگیری‌های داخلی بین جناح‌های رقیب در چچن و همچنین ظهور جهادگرایان رادیکال، چندین رهبر جدایی‌طلب سابق و شبه‌نظامیان آنها را متقاعد کرد که به جبهه خود بپیوندند. روس‌ها با کمک این فراریان، شهرهای کوچک و حومه شهر گروزنی را در دوره اکتبر تا دسامبر ۱۹۹۹ تصرف کردند و گروزنی را محاصره کردند. 
پس از یک نبرد سخت ، گروزنی در فوریه ۲۰۰۰ سقوط کرد؛ بخش زیادی از شهر ویران شد.  برخی از اعضای دولت ایچکریا متعاقباً به تبعید ، از جمله در لهستان و بریتانیا، رفتند . [ نیازمند منبع ] در ۲۳ ژانویه ۲۰۰۰، در دوران رژیم طالبان در افغانستان ، نمایندگی دیپلماتیک ایچکریا در کابل مستقر بود .  سایر بقایای دولت و نیروهای مسلح به جنوب چچن که تحت سلطه کوه‌ها بود و هنوز تحت کنترل روسیه نبود، عقب‌نشینی کردند. آنها از این پایگاه‌ها، یک کمپین چریکی را آغاز کردند، حتی در حالی که روسیه با ایجاد یک دولت وفادار در منطقه، کنترل خود را تثبیت می‌کرد.  در ژوئن ۲۰۰۰، احمد قدیروف ، منصوب کرملین، مفتی اعظم و رئیس اداره معنوی مسلمانان جمهوری چچن، رئیس جدید و جنجالی اداره رسمی چچن شد. قدیروف، که به عنوان هدف فرقه شخصیت مورد انتقاد قرار گرفته است، به طور دموکراتیک توسط رأی‌دهندگان روسی یا چچنی انتخاب نشده بود.  جدایی‌طلبان به مبارزه ادامه دادند، اما به تدریج تضعیف شدند. 
در ۳۱ اکتبر ۲۰۰۷، خبرگزاری جدایی‌طلب چچن‌پرس گزارش داد که دوکا عمروف امارت قفقاز را اعلام کرده و خود را امیر آن اعلام کرده است .  او جمهوری چچن ایچکریا را به عنوان ولایت نوخچیچو ادغام کرد . [ نیازمند منبع ] این تغییر وضعیت توسط برخی از سیاستمداران و رهبران نظامی چچن که همچنان از وجود جمهوری حمایت می‌کنند، رد شد. از نوامبر ۲۰۰۷، احمد زاکایف به عنوان نخست وزیر دولت در تبعید ایچکریا اعلام شد.  با این حال، نفوذ دولت زاکایف توسط مارک گالئوتی ، دانشمند علوم سیاسی، "حاشیه‌ای" توصیف شد و استدلال کرد که امارت قفقاز هم در میان شبه‌نظامیان و هم در میان دیاسپورای چچنی نفوذ بیشتری داشته است. 
از سال ۲۰۰۷ تا ۲۰۱۷، شورش‌های باقی‌مانده در قفقاز شمالی عمدتاً توسط جناح‌های اسلام‌گرا، به‌ویژه امارت قفقاز، انجام می‌شد. با این حال، طی چند سال، امارت قفقاز به تدریج رو به زوال گذاشت  و تا سال ۲۰۱۵ تقریباً از بین رفت .  سایر گروه‌های چچنی به فعالیت خود در اوکراین ادامه دادند و در جنگ دونباس علیه روسیه جنگیدند . واحدهای داوطلب اولیه چچنی طرفدار اوکراین شامل گردان جوهر دودایف و گردان شیخ منصور بودند . 